# Hörby distrikt
Hörby distrikt är ett distrikt i Hörby kommun och Skåne län. 
Distriktet ligger i och omkring Hörby. 

## Tidigare administrativ tillhörighet
Distriktet inrättades 2016 och utgörs av en del av området Hörby köping omfattade till 1971, delen som före 1969 utgjorde köpingen samt Hörby socken.
Området motsvarar den omfattning Hörby församling hade vid årsskiftet 1999/2000.